# Дидия Клара
Дидия Клара (лат. Didia Clara) — дочь императора Дидия Юлиана и Манлии Скантиллы.
После восхождения своего отца на престол Дидия Клара и её мать получили титул Августы. Хотя Дидия Клара была одной из самых красивых женщин в Риме, практически ничего не известно о её жизни. В молодые годы она была обручена с двоюродным братом отца. Однако позже она вышла замуж за Корнелия Репентина, который занимал пост префекта Рима в правление её отца. Когда Дидий Юлиан погиб, новый император Септимий Север лишил её титула Августы. Дальнейшая судьба Дидии Клары неизвестна. Сохранились монеты с её изображением, отчеканенные при Дидии Юлиане.